# Saint-Agnant-près-Crocq
 Saint-Agnant-près-Crocq  là một xã thuộc tỉnh Creuse trong vùng Nouvelle-Aquitaine miền trung nước Pháp. Xã này nằm ở khu vực có độ cao trung bình 650 mét trên mực nước biển.